# Вільгельм Меллер
Вільгельм Меллер (нім. Wilhelm Möller; 1886 — 1957) — австро-угорський, австрійський і німецький офіцер, генерал-майор вермахту.

## Біографія
- Ювілейний хрест
- Срібна і бронзова медаль «За військові заслуги» (Австро-Угорщина) з мечами
- Хрест «За військові заслуги» (Австро-Угорщина) 3-го класу з військовою відзнакою і мечами
- Орден Залізної Корони 3-го класу з військовою відзнакою і мечами
- Військовий Хрест Карла
- Нагрудний знак авіатора
- Залізний хрест 2-го класу
- Орден «За військові заслуги» (Баварія) 4-го класу з короною і мечами
- Орден «За військові заслуги» (Болгарія), лицарський хрест
- Військовий Хрест Фрідріха-Августа (Ольденбург) 2-го класу
- Медаль «За поранення» (Австро-Угорщина) з однією смугою
- Пам'ятна військова медаль (Австрія) з мечами
- Пам'ятна військова медаль (Угорщина) з мечами
- Хрест «За вислугу років» (Австрія) 2-го класу для офіцерів (25 років)
- Золотий знак «За заслуги перед Австрійською Республікою»
- Почесний хрест ветерана війни з мечами